# Tétéma colma
Formicarius colma
Espèce
Statut de conservation UICN

 LC  : Préoccupation mineure
Le Tétéma colma (Formicarius colma), également appelé Fourmilier-grive olive, est une espèce de passereau de la famille des Formicariidae.

## Répartition
Cet oiseau vit en Amérique du Sud.

## Sous-espèces
Cet oiseau est représenté par 4 sous-espèces :
- Formicarius colma colma : de l'Est de la Colombie jusqu'au Sud du Venezuela, aux Guyanes et au Brésil (au Nord de l'Amazone) ;
- Formicarius colma nigrifrons Gould, 1855 : de l'Est de l'Équateur jusqu'à l'Est du Pérou, au Nord de la Bolivie et au Brésil (au Sud de l'Amazone) ;
- Formicarius colma amazonicus Hellmayr, 1902 : Brésil, au Sud de l'Amazone (du rio Madeira au Nord-Ouest de l'État de Maranhão et au Sud du Mato Grosso) ;
- Formicarius colma ruficeps (Spix, 1824) : sur les côtes de l'Est et du Sud-Est du Brésil (de l'État de Pernambouc au Rio Grande do Sul).